# Гаман, Пётр Ильич
Пётр Ильич Гаман (укр. Петро Ілліч Гаман; род. 12 июля 1962, Борислав, Львовская область) — украинский государственный деятель, исполняющий обязанности председателя Черкасской областной государственной администрации (2010). Доктор наук государственного управления (2009). Профессор (2021).

## Биография
В 1979 году получил среднее образование и начал трудовую деятельность трубоукладчиком строительно-монтажного управления №72 Траста «Западводострой» в городе Дрогобыче Львовской области, откуда перешел в Бориславскую центральную базу производственного обслуживания Львовской области приёмником груза и багажа.
В 1980—1982 годах служил в Советской Армии. В 1982—1984 годах — товаровед, заведующий складом Бориславской фабрики нетканых материалов. В 1984—1987 годах — снова в Советской Армии.
В 1987—1994 годах — заместитель главного врача по административно-хозяйственной работе, а впоследствии — заместитель главного врача по хозяйственно-технической работе санатория «Юность» в городе Трускавце Львовской области. Депутат Трускавецкого городского совета народных депутатов двух созывов.
С 1994 по 2000 год работал заместителем главного врача по общим вопросам и заместителем главного врача по экономическим вопросам детского санатория «Источник» города Трускавца Львовской области, а затем — директором и генеральным директором санатория «Карпатские зори» в селе Модрычи Дрогобычского района Львовской области. В 2003 году избран депутатом Дрогобычского районного совета.
В 1995 году окончил Национальный технический университет «Киевский политехнический институт», получив квалификацию инженера-механика. В 2001 году окончил Львовский филиал Украинской академии государственного управления при Президенте Украины, получил квалификацию магистра государственного управления. В 2003 году окончил Юридическую академию Министерства внутренних дел Украины, получив квалификацию юриста. В 2004, 2005 и 2007 годах — соответственно получил квалификации магистра по учёту и аудиту, магистра права и магистра финансов в Гуманитарном университете «Запорожский институт государственного и муниципального управления».
В 2005 году он получил учёную степень кандидата наук в области государственного управления. В 2009 году он получил докторскую степень в области государственного управления.
С 2005 по май 2006 — начальник Главного управления труда и социальной защиты населения Черкасской областной государственной администрации. В 2005—2006 годах — помощник народного депутата Украины Ларисы Михайловны Усаченко на общественных началах.
С мая по июль 2006 года — заместитель, а с июля 2006 по апрель 2010 года — 1-й заместитель председателя Черкасской областной государственной администрации. Одновременно, профессор кафедры политологии Черкасского национального университета имени Богдана Хмельницкого.
С 12 марта по 6 апреля 2010 — исполняющий обязанности председателя Черкасской областной государственной администрации. Государственный служащий 3-го ранга.
Затем — первый проректор Восточноевропейского университета экономики и менеджмента, профессор кафедры государственного управления и местного самоуправления; профессор кафедры государственного управления Национального университета биоресурсов и природопользования, заведующий сектором по внедрению экономических реформ группы советников при председателе Черкасской областной государственной администрации.
С сентября 2013 по май 2014 — начальник Главного управления Государственного земельного агентства Черкасской области. В мае 2014 году был задержан СБУ за получение взятки, но вскоре освобождён в связи с отсутствием факта уголовного преступления.
С января по апрель 2018 года — ведущий научный сотрудник научно-организационного отдела Украинского научно-исследовательского института гражданской защиты государственной службы Украины по чрезвычайным ситуациям.
С апреля 2018 по июнь 2020 года — начальник отдела публичного управления гражданской защитой научно-исследовательского центра мероприятий гражданской защиты Украинского научно-исследовательского института гражданской защиты государственной службы Украины по чрезвычайным ситуациям.
С июля 2020 — начальник отдела мер защиты научно-исследовательского центра гражданской защиты Института государственного управления и научных исследований по гражданской защите государственной службы Украины по чрезвычайным ситуациям.
В 2021 году согласно приказу Министерства образования и науки Украины и на основании решения аттестационной коллегии МОН Украины, Петру Гаману присвоено учёное звание профессора. Также является академиком Академии экономических наук Украины по специальности менеджмент (с 2006).

## Награды
- орден «За заслуги» III степени (2009)[1];
- почётное звание «Заслуженный работник здравоохранения Украины» (2002).